# Nová radnice (Mnichov)
Nová radnice je novogotická budova na Marienplatz v německém Mnichově, kde sídlí městská rada a část správy. Budova má šest nádvoří, 400 místností a 100 metrů dlouhou hlavní fasádu zdobenou sochami Wittelsbachů a dalších postav z bavorské historie a z bavorských legend. Ústředním pomníkem uprostřed hlavního průčelí je jezdecká socha prince regenta Luitpolda. Plocha budovy je 9159 metrů čtverečních. Autorem architektonického návrhu Nové radnice je Rakušan Georg von Hauberrisser. Předložil svůj návrh, když mu bylo pouhých 25 let. Hauberrisser se zjevně inspiroval bruselskou radnicí, již postavil Jan van Ruysbroeck v letech 1449 až 1455. Patrný je též ohlas novogotické Vídeňské radnice Hauberrisserova učitele Friedricha von Schmidta. Nová mnichovská radnice byla otevřena roku 1874, kdy radní opustili Starou radnici. Stavba ale pokračovala až do roku 1905. Budově dominuje Rathausturm, 85 metrů vysoká věž s vyhlídkovou galerií. Věž korunuje socha Münchner Kindl ("Mnichovského dítěte", známého symbolu Mnichova, který je i v městském znaku). Sochu vytvořil Anton Schmid, modelem mu byl jeho syn. Na věži jsou mechanické hodiny (Rathaus-Glockenspiel) se 43 zvony a 32 figurkami, které se pohybují - předvádějí cechovní tanec a rytířský turnaj. Tuto podívanou lze sledovat z náměstí (denně v 11, 12 a 17 hodin) a jde o oblíbenou turistickou atrakci. V suterénu radnice je restaurace Ratskeller, která byla vymalována Heinrichem Schlittem. Na balkóně radnice sportovci, zejména fotbalisté Bayernu Mnichov, s oblibou oslavují své úspěchy, s fanoušky shromážděnými na náměstí.